# كلية الزراعة (جامعة المنصورة)
كلية الزراعة هي كلية علمية بجامعة المنصورة في مصر تخرج الطلاب في المجالات المتعلقة بالزراعة تم تأسيسها عام 1973.

## نشأة الكلية
المعهد العالي الزراعي بالمنصورة هو نواة كلية الزراعة جامعة المنصورة فقد قررت وزارة التعليم العالي
إنشاء المعهد العالي الزراعي بالمنصورة ليبدأ عمله اعتبارا من العام الدراسي 1965 / 1966 وذلك ضمن مشروع المعاهد العليا الفنية بالمنصورة (مشروع 3 تعليم عالي) المقام بزمام مركز المنصورة وميت خميس بجوار حديقة شجرة الدر.
وتعاونت منظمة الأمم المتحدة للخدمات التعليمية والعلمية والثقافية (يونسكو) مع وزارة التعليم العالي طبقا للاتفاقية المعقودة بينهما وذلك عن طريق إمداد المعهد بالخبراء والتجهيزات العلمية والزراعية اللازمة للدراسة على أن تقوم وزارة التعليم العالي بإنشاء المباني الخاصة بالمعهد
وظل المعهد العالي الزراعي بالمنصورة يؤدى واجبه في تخريج الأخصائيين في العلوم حتى انضم إلى جامعة المنصورة وأصبح كليه الزراعة بصدور القرار الجمهوري رقم 542 بتاريخ 23 / 4 / 1974 الذي بمقتضاه أصبح أحد كليات الجامعة وبدأت الدراسة بكلية الزراعة اعتبارا من العام الجامعى 1973/1974.
وقد ساهمت إدارات الكلية المتتابعة في رفع شأن الكلية إلى أن وصلت إلى صورتها الحالية.

## رؤية الكلية
الارتقاء والتميز في العلوم الزراعية وتطبيقاتها لإعداد كوادر زراعية متخصصة ومؤهلة لمسايرة احتياجات سوق العمل لتصبح الكلية من أفضل كليات الزراعة .

## رسالة الكلية
في اطار رسالة جامعة المنصورة تلتزم كلية الزراعة بإعداد الكوادر الزراعية المتميزة والقادرة على تلبية احتياجات سوق العمل المحلى والإقليمي والريادة في إجراء البحوث العلمية لمواكبة التطورات العالمية ونقل المعارف وتوطين التقنية حرصا على خدمة البيئة وتنمية المجتمع.

## عمداء كلية الزراعة جامعة المنصورة منذ نشأتها
- أ.د./ يحيي أحمد مسعود
- أ.د./ محمد صلاح الدين السعيد
- أ.د./ إبراهيم محمود الطنطاوى
- أ.د./ محمد عبد الحليم حسين
- أ.د./ على ماهر العدل
- أ.د./ محمد صلاح الدين الجندي
- أ.د./ ماهر محمد إبراهيم عبد العال
- ا.د./ هشام ناجي
- ا.د./ ياسر الحديدى
- ا.د / ناظم عبد الرحمن شلبى
- ا.د/ محمد شطا
- أ.د/ محمد على محمد شطا

## المراكز والوحدات ذات الطابع الخاص
- مركز التجارب والبحوث الزراعية بكلية الزراعة
- مركز التجارب والبحوث الزراعية بقلابشو وزيان
- مركز الخدمة العامة للخدمات الإرشادية والاستشارية الزراعية
- مركز أبحاث تلوث البيئة بالمبيدات
- وحدة التحاليل الدقيقة

## البرامج التعليمية بكلية الزراعة - جامعة المنصورة
مرحلة البكالوريوس (نظام الساعات المعتمدة)
- - برنامج الهندسة الزراعية والنظم الحيوية
- - برنامج الإنتاج النباتي
- - برنامج الإنتاج الحيواني والداجنى والسمكي
- - برنامج وقاية النبات
- - برنامج علوم وتكنولوجيا الأغذية
- - برنامج التقنية الحيوية الزراعية
- - برنامج العلوم الاقتصادية والاجتماعية الزراعية
- - برنامج الأراضي والمياه
- - برنامج نظم التغذية(dietetic program)
- - برنامج المسطحات الخضراء (landscape)

برامج التعليم المفتوح (تمنح درجة بكالوريوس العلوم الزراعية في )
- - برنامج تكنولوجيا وإدارة المشروعات الزراعية
- - برنامج النظم الحيوية الزراعية

مرحلة الدراسات العليا (نظام الساعات المعتمدة)
- - الماجستير البحثي ودكتوراه الفلسفة في العلوم الزراعية
- - الماجستير المهني
- - درجة الماجستير في الإدارة المتكاملة للأراضي
- - درجة الماجستير في الإدارة المتكاملة للمياه
- - درجة الماجستير في علوم البذور
- - درجة الماجستير في الحماية المستدامة للمحاصيل

## الأقسام العلمية
يوجد بكلية الزراعة جامعة المنصورة 21 قسما علميا تحتوى كافة التخصصات التالية في المجال الزراعى:
- قسم الهندسة الزراعية
- قسم الاقتصاد الزراعى
- قسم أمراض النبات
- قسم الفاكهة
- قسم الخضر والزينة
- قسم الحشرات الاقتصادية
- قسم الحيوان الزراعى
- قسم إنتاج الحيوان
- قسم الوراثة
- قسم المبيـدات
- قسم النبــات الزراعـى
- قسم الأراضـى
- قسم الميكروبولوجيا الزراعية
- قسم الصناعات الغذائية
- قسم الألبان
- قسم المحاصيـل
- قسم إنتـاج الدواجـن
- قسم الكيمياء الزراعية
- قسم الإرشاد الزراعى والمجتمع الريفى
- قسم نظم التغذية
- قسم المسطحات الخضراء